# Christian Colón
Christian Anthony Colón (Cayey, 14 aprile 1989) è un giocatore di baseball portoricano, interno per i Toronto Blue Jays della Major League Baseball (MLB).

## Carriera

### Inizi e Kansas City Royals (2010-2017)
Colón frequentò prima la Midway High School di Waco ne Texas, prima di trasferirsi con la famiglia in California, dove frequentò la Canyon High School di Santa Clarita. Dopo essersi diplomato, Colón venne selezionato nel decimo turno del draft MLB 2007 dai San Diego Padres, ma rifiutò e si iscrisse alla California State University di Fullerton. Da lì venne selezionato nel primo turno, come 4ª scelta assoluta del draft MLB 2010 dai Kansas City Royals, che lo assegnarono nella classe A-avanzata. Nel 2011 giocò nella Doppia-A e nel 2012 disputò le prime partite nella Tripla-A, categoria in cui proseguì nel 2013.
Colón debuttò nella MLB il 1º luglio 2014, al Target Field di Minneapolis contro i Minnesota Twins. Nel turno delle wild card dei playoff 2014 entrò come pinch hitter, segnando il punto del pareggio dopo una battuta valida di Salvador Pérez. Terminò la stagione con 21 partite nella MLB e 88 nella Minor League (86 nella Tripla-A e 2 nella Doppia-A).
Colon giocò in diversi ruoli nella stagione 2015. Entrò nella decisiva gara 5 delle World Series 2015 (la sua prima apparizione in quei playoff) all'inizio del 12º inning come pinch hitter. Dopo non avere giocato nell'ultimo mese, batté un singolo con cui Jarrod Dyson segnò il punto decisivo per la vittoria delle World Series. Fu la prima volta nella storia che un giocatore al primo turno in battuta nelle World Series fece segnare il punto decisivo per il titolo.

### Miami Marlins (2017)
Il 16 maggio 2017, Colòn firmò con i Miami Marlins. Divenne free agent il 6 novembre, al termine della stagione 2017.

### Atlanta Braves e New York Mets (2018)
Il 6 dicembre 2017, Colón firmò un contratto di minor league con gli Atlanta Braves. Venne svincolato dalla franchigia il 9 maggio. 
Il 18 maggio 2018, Colón firmò un contratto di minor league con i New York Mets. Divenne free agent il 2 novembre 2018.

### Cincinnati Reds (2019-2020)
Il 4 dicembre 2018, Colón firmò un contratto di minor league con i Cincinnati Reds. Divenne free agent il 14 ottobre 2020.

### American Association (2021)
Il 10 febbraio 2021, Colón firmò con i Kansas City Monarchs della American Association of Professional Baseball, una lega indipendente.

### Toronto Blue Jays (2021-)
Tornò in una squadra di MLB il 24 aprile 2021, quando firmò un contratto di minor league con i Toronto Blue Jays.

## Palmarès
- World Series: 1

Kansas City Royals: 2015